# Compañía Easy 506.º Regimiento de Infantería (Estados Unidos)
La Compañía Easy del 2.º Batallón fue la quinta compañía del 506.º Regimiento de Infantería de Paracaidistas de la 101.ª División Aerotransportada del Ejército de los Estados Unidos durante la Segunda Guerra Mundial en el frente europeo. Fue inmortalizada en el libro Band of Brothers de Stephen Ambrose con la cual se realizó la exitosa miniserie del mismo nombre, de HBO. Aunque hubo otras Compañías E, en el libro y en la miniserie fue la más famosa y reconocida.
Los regimientos en el ejército estadounidense tradicionalmente asignan a sus compañías designaciones alfabéticas (p.ej. la quinta Compañía es la E). Durante la Segunda Guerra Mundial se pronunciaba Compañía Easy de acuerdo al alfabeto fonético del Ejército y la Armada. Esto difiere en las convenciones modernas, que usan el alfabeto fonético de la OTAN, por lo que actualmente la Compañía E sería llamada Compañía Echo.
La compañía Easy participó en los lanzamientos sobre Normandía durante la Operación Overlord, mezclándose con miembros de la 82.ª División Aerotransportada, donde sufrieron menos bajas de lo que esperaba el alto mando. Tras Normandía fueron devueltos a su campo de entrenamiento en Inglaterra, para ser lanzados como apoyo del Ejército Británico en la Operación Market Garden, con el objetivo de apoderarse de diversos puentes en la zona de Eindhoven para allanar el paso de los blindados británicos. En el otoño del mismo año participaron en la batalla de las Ardenas, para ser trasladados en apoyo de las fuerzas estadounidenses en Bastogne. De allí siguieron hasta el paso del Rin, liberando campos de exterminio y llegando hasta el Nido del Águila de Hitler. Tras pasar un tiempo en Austria como ejército de ocupación, la Compañía Easy volvió a Estados Unidos en 1946.

## Historia
El 506.º Regimiento de Infantería de Paracaidistas fue una unidad experimental de asalto aéreo creada en julio de 1942 en el Campo Toccoa, Georgia (Estados Unidos). Las misiones para la Compañía Easy consistirían en ser lanzados en paracaídas desde un avión de transporte C-47 sobre territorio enemigo. Las tropas se reagruparían una vez en tierra, y el propósito era obtener una ventaja táctica sobre el enemigo, así como desplegarse rápidamente al lugar donde necesitaran ser movilizadas.
El mayor Richard Winters describió la estructura organizacional de la Compañía Easy de esta manera:
"La Compañía disponía de tres secciones de fusileros y una sección de mando. Cada sección constaba de 3 pelotones de 12 hombres y un equipo de 6 hombres encargados de un mortero de 60mm. La Compañía también tenía una ametralladora por cada pelotón".
El entrenamiento de la Compañía no fue fácil, en parte por el duro entrenamiento que recibían los paracaidistas y, por otro lado, por el capitán Herbert Sobel. El capitán Sobel fue el primer comandante de la compañía y éste acuñó la frase con la que se conocía el ejercicio: "3 millas subiendo, 3 millas bajando". Sobel era conocido por ser un hombre extremadamente estricto. Bajo su rigurosa comandancia la Compañía Easy se convirtió en una de las mejor entrenadas de todo el batallón. El capitán Sobel quería que su compañía fuera perfecta, llegando a requisar permisos de fin de semana por solo ver un defecto en el soldado, como llevar sucia la bayoneta o tener una pequeña arruga en el pantalón. Uno de los ejercicios de entrenamiento preferidos del capitán Herbert Sobel era subir a la cima del monte Currahee, que realizaban casi todos los días, muchas veces puestos al límite por él, aunque debido a su voluntad la Compañía Easy conseguía superar cada una de las pruebas a las que era sometida. También como parte fundamental de su entrenamiento, a la compañía se le hacía marchar en formación con todo su equipo; la formación constaba de 3 a 4 columnas de hombres. Estas marchas eran para llevar al límite a los hombres y para enseñarles a trabajar en equipo.
Tras finalizar el entrenamiento en el Camp Toccoa y haber recibido toda la compañía sus insignias de paracaidistas, se trasladaron al Camp Mackall en Carolina del Norte el 23 de junio de 1943, donde comenzaron su entrenamiento en tácticas militares y simulaciones de combate. Allí el capitán Herbert Sobel resultó nulo en la interpretación de mapas y presentó un gran nerviosismo en combate, lo que lo llevó a perder muchos puntos a los ojos de su compañía. Tras esto fueron destinados a Aldbourne en Inglaterra para preparar el Día D, zarparon de Nueva York en el buque de transporte Samaria, y después de una travesía de 12 días llegaron a Inglaterra. Allí, la preparación para el Día D duraría ocho meses más.
En Aldbourne la Compañía recibió entrenamiento en diversas materias, como la lucha con bayonetas, técnicas de defensa personal y ampliaron su conocimiento en tácticas militares e interpretación de mapas. En su estancia en Aldbourne, ocurrió un pequeño motín de algunos suboficiales debido a que no querían que una persona como el capitán Sobel los mandara en combate, ya que sería una muerte segura. El coronel Robert Sink degradó a todos los suboficiales, pero tomando en cuenta la decisión de éstos decidió trasladar a Sobel a los Estados Unidos, dejando el mando de la compañía en manos del teniente Thomas Meehan. Tras Aldbourne marcharon a Upottery para su lanzamiento en Normandía.

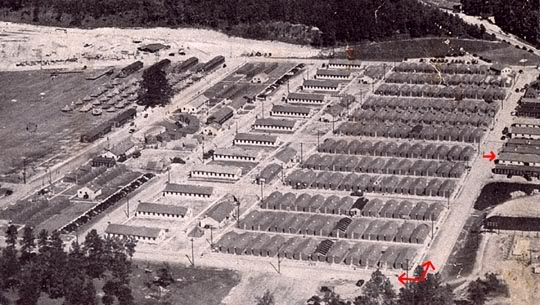
Camp Toccoa, lugar de entrenamiento de la Compañía Easy.

## Misiones y operaciones

### Operación Overlord (Día-D, 1944)

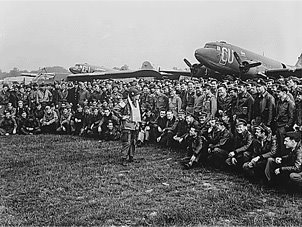
La Compañía Easy antes de subir a los aviones C-47 rumbo a Normandía.

La Operación Overlord es la más conocida invasión de las Fuerzas Aliadas durante la Segunda Guerra Mundial. La misión de la Compañía Easy era desplegarse desde una base aérea en el sur de Inglaterra y lanzarse sobre Normandía. Desde ahí, tendrían que localizar y destruir una posición defensiva alemana que iba a ser un obstáculo para el desembarco de las tropas de infantería que empezarían a llegar en las primeras horas de la mañana.
Los paracaidistas fueron lanzados en la madrugada del 6 de junio de 1944 para que pudieran pasar desapercibidos por la mayoría de las fuerzas alemanas y mantener a los aviones seguros de la artillería antiaérea enemiga. Una vez en tierra, a la Compañía se le asignó la tarea de neutralizar una batería de cañones emplazada en una granja solariega de Brécourt que estaba bombardeando la Playa de Utah. Esta acción se conoce como el asalto a Brécourt Manor y se convertiría en una de las más famosas batallas de las muchas que se libraron el Día D. El avión C-47 que llevaba al líder de la Easy, el Teniente Meehan, y al alto mando de la compañía de paracaidistas fue derribado por fuego antiaéreo alemán quemando y matando a todos a bordo. Sin que sus compañeros supieran el destino de su oficial comandante Meehan, Winters se convirtió de facto en el comandante de la compañía Easy, liderándolos durante toda la batalla de Normandía. En el Asalto a Brécourt Manor, varios efectivos de la Compañía Easy fueron condecorados, incluido el Teniente Winters, que consiguió la Cruz por Servicio Distinguido, el segundo premio más alto de las fuerzas estadounidenses por valor en combate.
Del 10 al 14 de junio la Compañía Easy participa en la batalla de Carentan. Poco después el Regimiento 506.° fue retirado de Francia y regresó a Aldbourne en Inglaterra para reorganizarse.

### Eindhoven (1944)

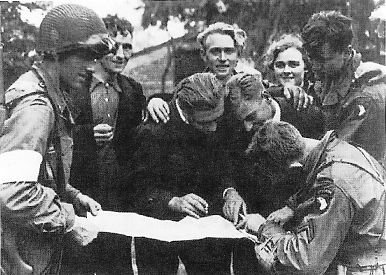
Miembros de la resistencia neerlandesa colaborando con fuerzas de la 101.ª, presumiblemente de la Compañía Easy.

Durante la Operación Market Garden, a la Compañía Easy se le asignó la misión de asistir a las fuerzas británicas para liberar Eindhoven, en los Países Bajos, ocupando posiciones defensivas a lo largo de los caminos para que así los blindados británicos entraran en la ciudad y siguieran hasta Arnhem. Esta acción permitiría cruzar el Rin y penetrar en suelo alemán. La batalla por el control de Arnhem se libró a mediados de septiembre de 1944. Sin embargo, terminó con una victoria alemana y la rendición de tropas británicas. La causa inmediata de la derrota Aliada fue la gran presencia de grupos blindados SS en las afueras de Arnhem. Después de eso los alemanes bombardearon Eindhoven.
En esos momentos el teniente Frederick Heyliger estaba al mando de la Compañía Easy. Dirigió la Operación Pegaso el 23 de octubre y supervisó el rescate y evacuación de 138 hombres de la parte de la 1.ª División Aerotransportada británica que todavía estaban varados detrás de las líneas alemanas, cruzando el Rin después de la Operación Market Garden. Luego del exitoso rescate, Heyliger recibió un disparo accidental de un guardia de la Easy el 31 de octubre de 1944.

### Bastogne y las Ardenas (1944 - 1945)

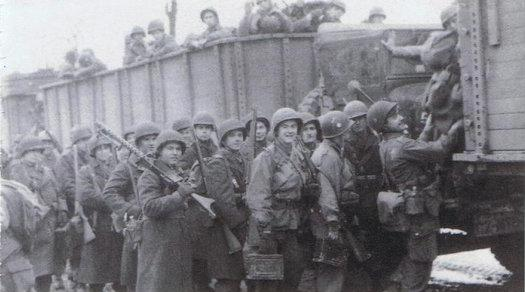
La Compañía Easy marchando en camiones a Bastogne.

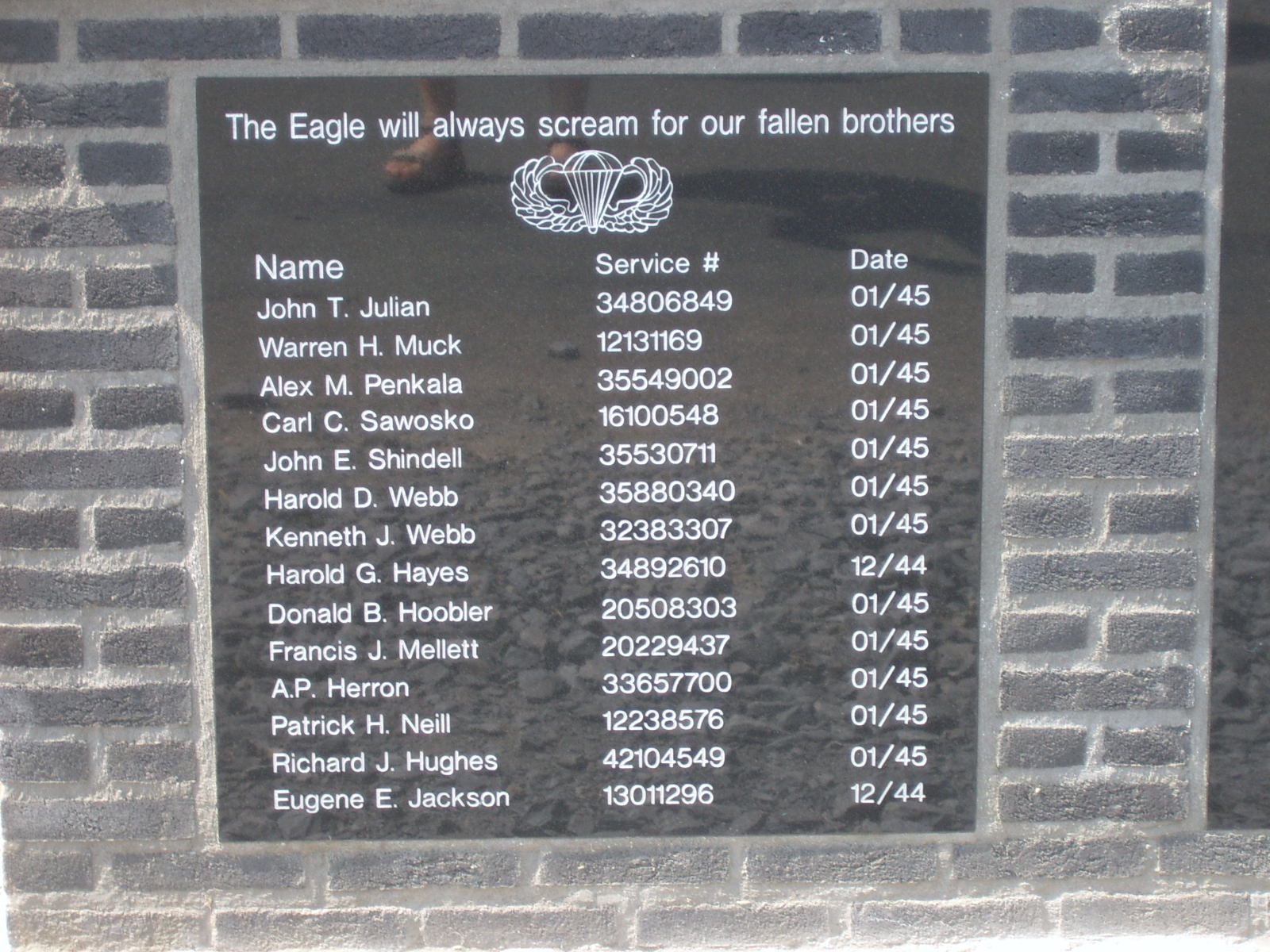
Nombres de los caídos de la Compañía E en un monumento en Foy.

Durante los meses de diciembre de 1944 y enero de 1945, la Compañía Easy y el resto de la 101.ª División Aerotransportada pelearon en Bélgica en la batalla de las Ardenas. Al mando estaba el Teniente Norman Dike. Su misión consistía en defender un importante cruce de caminos en el pueblo de Bastogne que lo hacía ideal para el avance de las divisiones blindadas. La división fue rodeada por los alemanes y bombardeada intensamente por la artillería. A pesar de estar peor equipada y sin contar con apoyo aéreo debido a que el mal tiempo impedía el reabastecimiento por avión, la división resistió. El 9 de enero de 1945 el segundo batallón llevó a cabo un ataque definitivo contra el pueblo de Foy y en el transcurso del mismo el capitán Winters relevó al Teniente Norman Trinchera Dike del mando de la Compañía Easy por su pobre desempeño durante el combate. Éste fue reemplazado por el Teniente Ronald Speirs, que hasta ese momento comandaba la Compañía Dog. Speirs quedaría como comandante de la Easy hasta el final de la guerra. Después, el tercer ejército del general George Patton rompió el cerco y los alemanes retrocedieron. La Compañía sufrió muchísimas bajas durante la campaña de las Ardenas, siendo trasladados luego a Haguenau, en Francia. Hasta el día de hoy, ningún soldado de la 101.ª ha estado de acuerdo en que la división necesitaba ser "rescatada", como sentenció Patton.

### Ejército de ocupación (1945)
El 27 de abril de 1945 liberaron un campo de concentración cercano a la ciudad de Landsberg am Lech, en Baviera (Alemania).
Mientras se acercaba el final de la guerra, la Compañía y el resto del 506.º fueron asignados a ocupar la localidad de Berchtesgaden, en Alemania, que se llevó a cabo el 5 de mayo. Esta era una meta importante para varios generales aliados, ya que era allí donde se encontraba el famoso Nido del Águila, una inmensa casa vacacional que utilizaba Hitler y en donde encontraron el tesoro personal de Hermann Göring, obras de arte robadas de todos los países de Europa ocupados por los alemanes. En este lugar la Compañía Easy celebró el Día de la Victoria en Europa, el 8 de mayo de 1945. 
Posteriormente se trasladaron a Zell am See, en Salzburgo (Austria), en donde se rindieron 25 000 soldados alemanes; en los siguientes días comenzaron a entrenarse para ir a la Guerra del Pacífico, ya que la división entera tenía planes de ser movilizada a este teatro de operaciones. Sin embargo, con la rendición de Japón el 14 de agosto, y el fin de la guerra, esta acción no fue necesaria.
El 30 de noviembre de 1945 la 101.ª División Aerotransportada queda desactivada del servicio activo en Auxerre, Francia. Así, la Compañía Easy deja de existir. 
En años siguientes la 101.ª fue reactivada, teniendo como base el Fort Campbell, en el estado de Kentucky, y sirviendo en décadas siguientes en Irak y en Afganistán.

## Miembros

### Alto Mando
- Coronel Robert Sink (506.º CO)
- Teniente coronel Robert Strayer (2.º oficial Batallón CO)
- Mayor Richard Winters (2.º Batallón CO)
- Mayor Clarence Hester (506.º PIR S-3)
- Capitán Salve Matheson (506.º PIR S-4)

### Oficiales al Mando de la Compañía
Por orden de jerarquía
- Mayor Richard Winters (tercer CO)
- Capitán Herbert Sobel (primer CO)

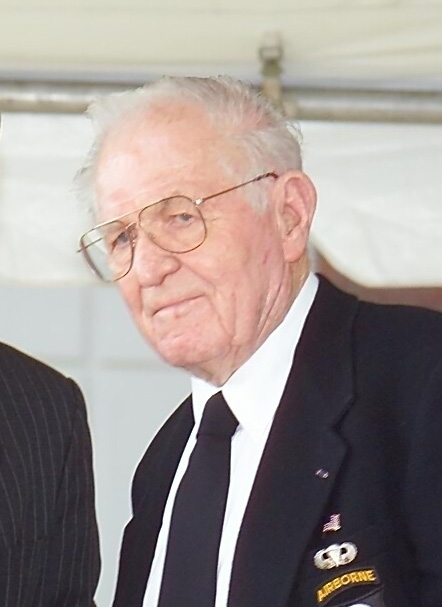
Richard Winters en 2004.

- Teniente primero Thomas Meehan III (segundo CO)
- Teniente primero Frederick Heyliger (cuarto CO)
- Teniente primero Norman Dike (quinto CO)
- Teniente primero Ronald Speirs (sexto CO)

CO: Comanding Officer, en español Oficial Comandante.

### Otros oficiales
- Capitán Lewis Nixon (506.º PIR S-2 oficial de inteligencia)
- Teniente primero Lynn "Buck" Compton
- Teniente primero Jack Foley
- Teniente primero Harry Welsh
- Teniente primero Thomas Peacock
- Teniente primero Edward Shames
- Teniente segundo C. Carwood Lipton

### Miembros
En orden de rango

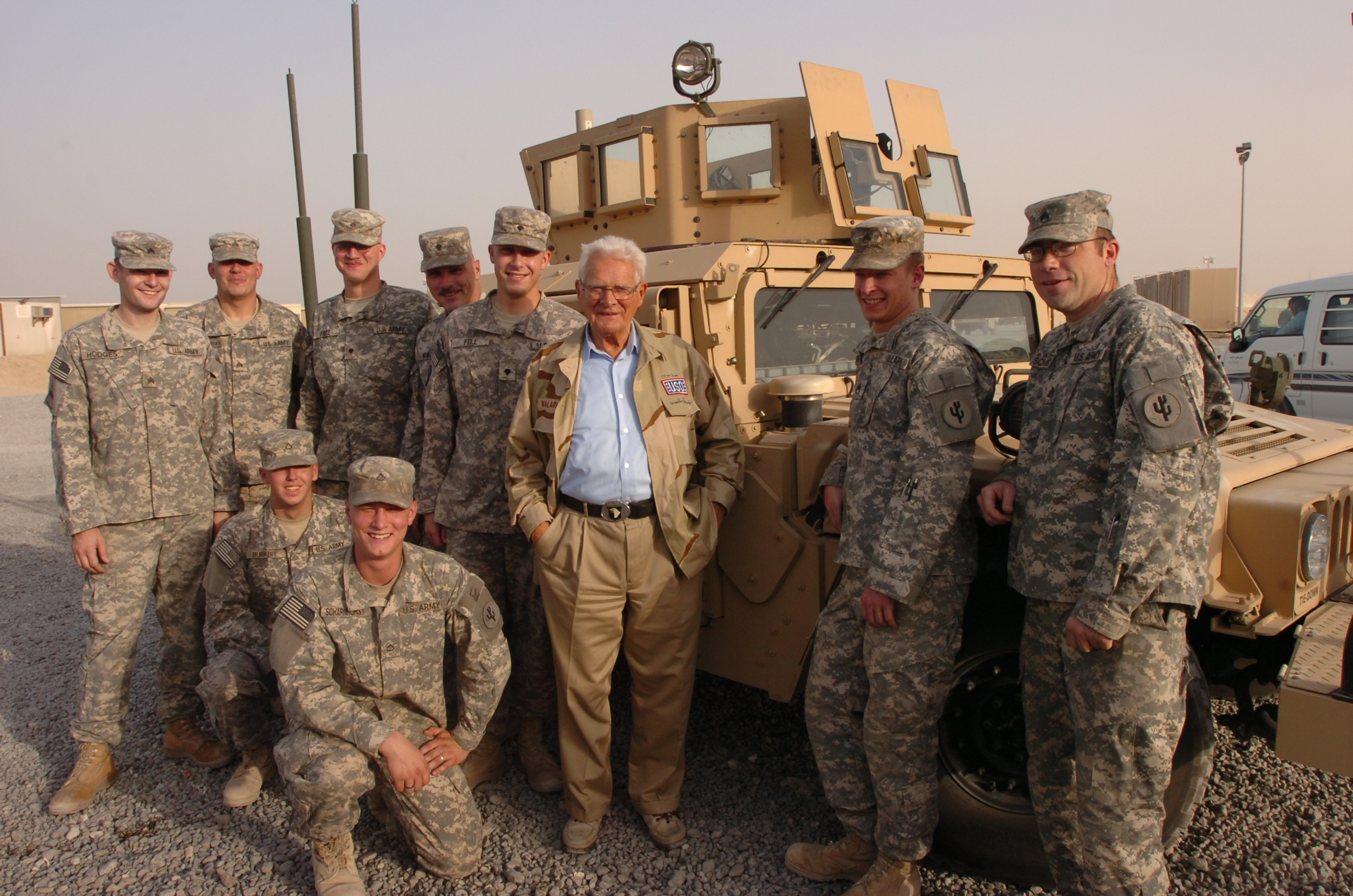
Don Malarkey con soldados estadounidenses en Camp Arifjan (Kuwait) en septiembre de 2008.

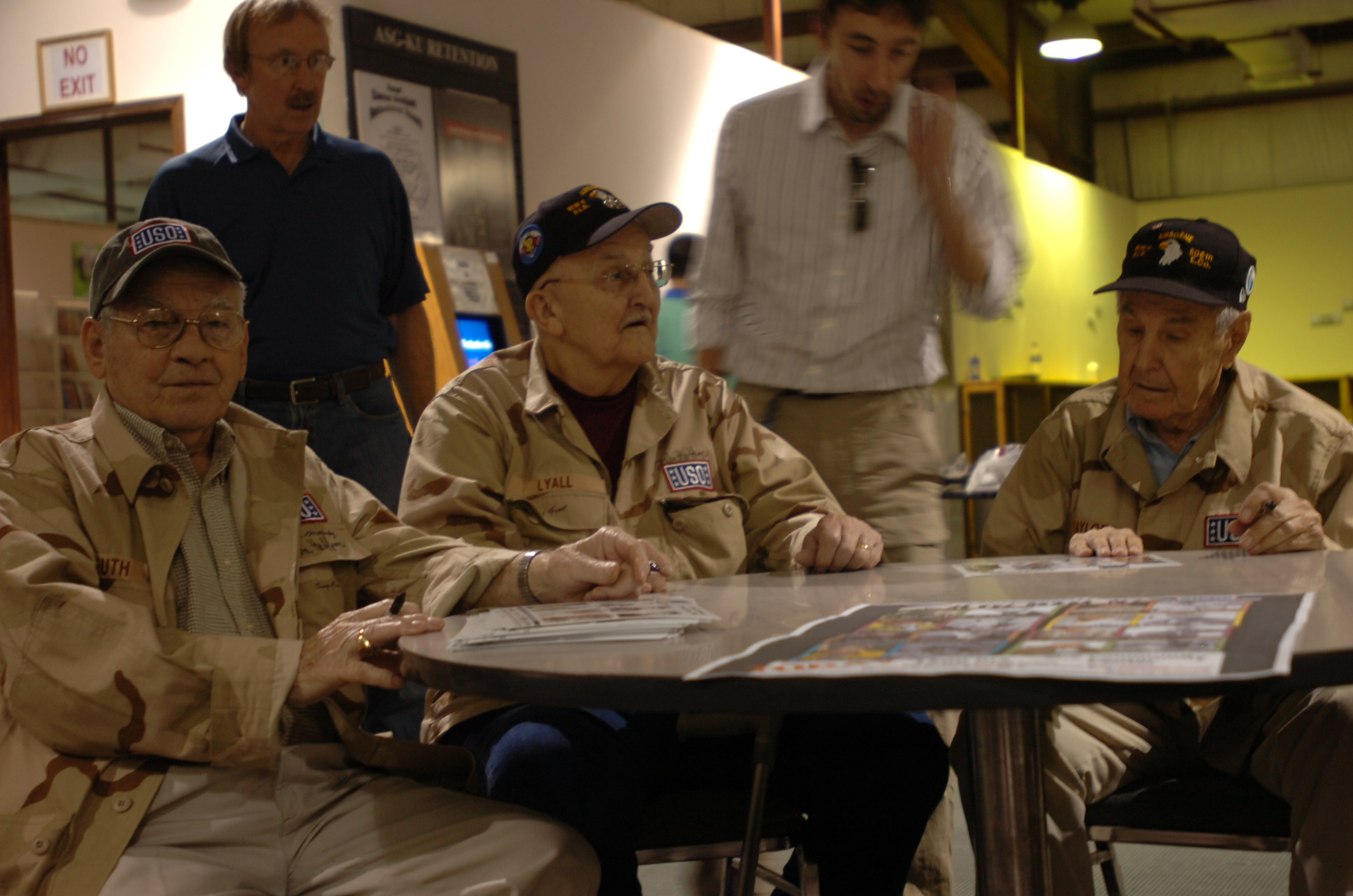
Forrest Guth, Clancy Lyall y “Buck” Taylor en Camp Arifjan (Kuwait) en septiembre de 2008.

(Si el rango es el mismo se ordena alfabéticamente)
- Sargento William Guarnere
- Sargento John Martin
- Sargento Darrell "Shifty" Powers
- Sargento Floyd "Tab" Talbert
- Sargento Joseph Toye
- Sargento técnico Donald Malarkey
- Sargento George Luz
- Sargento Warren "Skip" Muck
- Sargento Frank Perconte
- Sargento Denver "Bull" Randleman
- Sargento Leo Boyle
- Sargento Gordon Carson
- Sargento Burton "Pat" Christenson
- Sargento Charles "Chuck" Grant
- Sargento Forrest Guth
- Sargento Robert Rader
- Sargento Myron "Mike" Ranney
- Sargento James "Moe" Alley
- Sargento Amos "Buck" Taylor
- Sargento Paul Rogers
- Sargento Roderick Strohl
- Cabo William Dukeman
- Cabo Walter "Smokey" Gordon
- Cabo Donald Hoobler
- Cabo Joe Liebgott
- Cabo Earl "One Lung" McClung
- Cabo Alex Penkala
- Cabo Eugene "Doc" Roe
- Cabo  Alton Moore
- Soldado Albert Blithe
- Soldado Antonio "Tony" García
- Soldado Lester "Leo" Hashey
- Soldado Edward "Babe" Heffron
- Soldado David Kenyon Webster
- Soldado Robert "Popeye" Wynn
- Soldado Joseph A. Lesniewski
- Soldado John McGrath
- Soldado Eugene Jackson